# Belgische kampioenschappen atletiek 1953
De Belgische kampioenschappen atletiek 1953 vonden, voor zowel de mannen als de vrouwen, plaats op 11 en 12 juli in Brussel.
Walter Herssens verbeterde zijn Belgisch record in het hinkstapspringen  naar 14,78 m.

## Uitslagen
| Atleet                | Prestatie | Onderdeel            | Atlete             | Prestatie |
| --------------------- | --------- | -------------------- | ------------------ | --------- |
| Carlos Germonprez     | 10,9 s    | 100 m                | Josette Demeuter   | 13,2 s    |
| Jacques Vercruysse    | 21,8 s    | 200 m                | Monique Vandezande | 27,9 s    |
| Roger Moens           | 48,5 s    | 400 m                |                    |           |
| Roger Moens           | 1.55,6    | 800 m                | Celina Wolles      | 2.36,6    |
| Frans Herman          | 3.56,4    | 1500 m               |                    |           |
| Gaston Reiff          | 14.43,2   | 5000 m               | -                  | -         |
| Lucien Theys          | 31.24,6   | 10.000 m             | -                  | -         |
| -                     | -         | 80 m horden          | Jenny Van Gerdinge | 13,5 s    |
| Willy Slabbers        | 15,4 s    | 110 m horden         | -                  | -         |
| Marcel Dits           | 25,7 s    | 200 m horden         | -                  | -         |
| Jacques Vanden Abeele | 54,9 s    | 400 m horden         | -                  | -         |
| Roger Deweer          | 9.33,4    | 3000 m steeple       | -                  | -         |
| Walter Herssens       | 1,85 m    | hoogspringen         | Jozefa Dierick     | 1,45 m    |
| Jacques Pirlot        | 3,80 m    | polsstokhoogspringen | -                  | -         |
| Raymond Driessen      | 6,89 m    | verspringen          | Maria Gijsels      | 5,11 m    |
| Walter Herssens       | 14,78 m   | hink-stap-springen   | -                  | -         |
| Willy Wuyts           | 14,64 m   | kogelstoten          | Simone Saenen      | 11,00 m   |
| Raymond Kintziger     | 42,55 m   | discuswerpen         | Ginette Leclef     | 36,58 m   |
| Albert Dayer          | 55,28 m   | speerwerpen          | Olga De Ceuster    | 31,67 m   |
| Henri Haest           | 48,40 m   | hamerslingeren       | -                  | -         |

1889 · 
1890 · 
1891 · 
1892 · 
1893 · 
1894 · 
1895 · 
1896 · 
1897 · 
1898 · 
1899 · 
1900 · 
1901 · 
1902 · 
1903 · 
1904 · 
1905 · 
1906 ·
1907 ·
1908 · 
1909 · 
1910 · 
1911 · 
1912 · 
1913 · 
1914 · 
1919 · 
1920 · 
1921 · 
1922 · 
1923 · 
1924 · 
1925 · 
1926 · 
1927 · 
1928 · 
1929 · 
1930 · 
1931 · 
1932 · 
1933 · 
1934 · 
1935 · 
1936 · 
1937 · 
1938 · 
1939 · 
1940 · 
1941 · 
1942 · 
1943 · 
1944 · 
1945 · 
1946 · 
1947 · 
1948 · 
1949 · 
1950 · 
1951 · 
1952 · 
1953 · 
1954 · 
1955 · 
1956 · 
1957 · 
1958 · 
1959 · 
1960 · 
1961 · 
1962 · 
1963 · 
1964 · 
1965 · 
1966 · 
1967 · 
1968 · 
1969 · 
1970 · 
1971 · 
1972 · 
1973 · 
1974 · 
1975 · 
1976 · 
1977 · 
1978 · 
1979 · 
1980 · 
1981 · 
1982 · 
1983 · 
1984 · 
1985 · 
1986 · 
1987 · 
1988 · 
1989 · 
1990 · 
1991 · 
1992 · 
1993 · 
1994 ·
1995 · 
1996 · 
1997 · 
1998 · 
1999 · 
2000 · 
2001 · 
2002 · 
2003 · 
2004 · 
2005 · 
2006 · 
2007 · 
2008 · 
2009 · 
2010 · 
2011 · 
2012 · 
2013 · 
2014 · 
2015 · 
2016 · 
2017 · 
2018 · 
2019 · 
2020 · 
2021 · 
2022 · 
2023 · 
2024